# 33680 Vasconcelos
33680 Vasconcelos este o planetă minoră (asteroid), cu un diametru de 3,13 km, din centura de asteroizi. A fost descoperită pe 13 mai 1999 la Experimental Test Site⁠(d) de Lincoln Near-Earth Asteroid Research. 
Obiectul prezintă o orbită caracterizată de o semiaxă mare de 2,652788 UAi, o excentricitate de 0,09, o înclinație de 2,76971 ° în raport cu ecliptica.